# Roger Blum

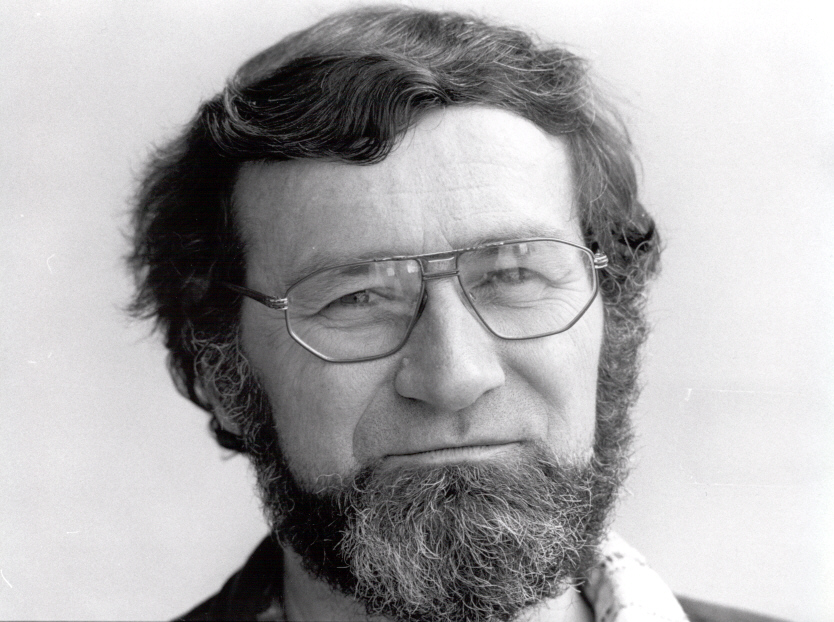
Roger Blum (1996)

Roger Blum (* 6. Januar 1945) ist ein Schweizer Journalist, Medienwissenschaftler,  ehemaliger Ombudsmann für die SRG in der Deutschschweiz sowie Politiker (FDP).

## Leben
Roger Blum wuchs in Liestal auf und studierte Geschichte und Staatsrecht an der Universität Basel. Nach dem Lizentiat 1971 war er bis 1974 Assistent bei Herbert Lüthy. 1976 wurde er promoviert mit der Dissertation «Die politische Beteiligung des Volkes im jungen Kanton Baselland (1832–1875)». Danach war er zunächst vor allem journalistisch tätig. Von 1978 bis 1980 leitete er das Inlandressort der Luzerner Neusten Nachrichten, von 1981 bis 1985 war er Inlandredaktor beim Tages-Anzeiger. Von 1985 bis 1989 gehörte er bei der gleichen Zeitung der Chefredaktion an. 
1989 bis zu seiner Emeritierung 2010 war Blum Professor für Medienwissenschaft an der Universität Bern. 
Von 1991 bis 2001 war er Präsident des Schweizer Presserats, von 2008 bis 2015 präsidierte er die Unabhängige Beschwerdeinstanz für Radio und Fernsehen (UBI). 2016 übernahm er von Achille Casanova das Amt des Ombudsmanns der SRG der Deutschschweiz. Dieses Amt gab er 2020 ab.
Für die Freisinnig-Demokratische Partei (FDP) gehörte Blum 1971 bis 1978 dem Landrat (Parlament) des Kantons Basel-Landschaft an.
Er ist in zweiter Ehe verheiratet mit der deutschen Journalistin und Kommunikationswissenschaftlerin Marlis Prinzing. Blum hat zwei Kinder aus erster Ehe.

## Schriften (Auswahl)
Als Autor:
- Die politische Beteiligung des Volkes im jungen Kanton Baselland 1832–1875 (= Quellen und Forschungen zur Geschichte und Landeskunde des Kantons Baselland. Band 16). Kantonale Drucksachen- und Materialienzentrale Liestal, Liestal 1977, DNB 208666990 (Dissertation, Universität Basel, 1976).
- Bausteine zu einer Theorie der Mediensysteme. In: Medienwissenschaften Schweiz. Band 2 (2005), S. 5–11 (PDF).
- Lautsprecher und Widersprecher. Ein Ansatz zum Vergleich der Mediensysteme. Herbert von Halem Verlag, Köln 2014, ISBN 978-3-86962-049-7.
- Unseriöser Journalismus? Beschwerden gegen Radio und Fernsehen in der Schweiz. UVK, 2015, ISBN 978-3-86764-587-4.

Als Herausgeber:
- mit Katrin Hemmer und Daniel Perrin: Die AktualiTäter. Verlag Paul Haupt, Bern 1995, ISBN 3-258-05002-3.
- mit Otfried Jarren und Kurt Imhof: Steuerungs- und Regelungsprobleme in der Informationsgesellschaft. Westdeutscher Verlag, Opladen/Wiesbaden 1998, ISBN 3-531-13486-8.
- mit Kurt Imhof, Heinz Bonfadelli und Otfried Jarren: Krise der Leuchttürme öffentlicher Kommunikation. Vergangenheit und Zukunft der Qualitätsmedien. VS Verlag, Wiesbaden 2011, ISBN 978-3-531-17972-8.